# Sofia Asoumanaki
Sofia Asoumanaki, född 25 maj 1997, är en grekisk roddare.
Asoumanaki tävlade för Grekland vid olympiska sommarspelen 2016 i Rio de Janeiro, där hon tillsammans med Aikaterini Nikolaidou slutade på 4:e plats i dubbelsculler.